# Hungersnøden på Afrikas Horn 2011
Hungersnøden i Østafrika 2011 er en sultkatastrofe ved Afrikas horn i 2011, som følge af en omfattende tørke i Østafrika.
Tørken, som kaldes den "værste i 60 år", har ført til en fødevarekrise i Somalia, Etiopien og Kenya, som truer 12 millioner menneskers fødevareforsyning. Andre lande på og omkring Afrikas horn, blandt dem Djibouti, Sudan, Sydsudan og dele af Uganda, er også blevet ramt af fødevarekrisen.
Den 20. juli 2011 karakteriserede FN situationen i to områder i det sydlige Somalia som hungersnød. Det er første gang i næsten 30 år, at FN gør dette. Det menes, at titusinder er døde i Somalia inden FN-erklæringen om hungersnød. Problemer med finansiering af den internationale bistand, samt problemer med sikkerheden i området, har besværliggjort den humanitære indsats mod krisen og det er særdeles farefyldt at levere nødhjælp til især det sydlige Somalia.

## Baggrund
Op til krisen brød ud var området ramt af manglende regn. Vejrforhold over Stillehavet, herunder en usædvanlig stærk La Niña, har afbrudt regntiderne i to på hinanden følgende sæsoner. Ligeledes mislykkedes regnen i 2011 i Kenya og Etiopien, og i 2011 og 2010 i Somalia. I mange områder, var nedbøren i hovedregnsæsonen fra april til juni, mindre end 30% af gennemsnittet for 1995-2010. Manglen på regn har ført til fejlslagen høst og udbredte tab af husdyr, op til 40-60% i nogle områder, hvilket har formindsket mælkeproduktionen og forværret en i forvejen dårlig høst. Som følge heraf er kornpriserne steget til et rekordhøjt niveau, mens husdyrpriser og lønninger er faldet, hvilket har reduceret købekraften i hele regionen. Det forventes ikke at regne igen før til september. Krisen er yderligere forværret af oprørsaktivitet i det sydlige Somalia, især fra Al-Shabaab.
Lederen af USAs agentur for international udvikling, Rajiv Shah, erklærede, at klimaforandringerne har bidraget til alvoren af krisen. "Der er ingen tvivl om, at varmere og tørrere dyrkningsforhold i Afrika syd for Sahara har reduceret elasticiteten i disse samfund." På den anden side mener to eksperter ved International Livestock Research Institute, at det er for tidligt at bebrejde klimaændringer for tørken. Mens der er enighed om, at en særlig stærk La Niña bidrog til intensiteten af tørken, er forholdet mellem La Niña og generelle klimaforandringer ikke veletableret.

### Sikkerhed
Sikkerhedssituationen i regionen er ustabil og især i den hårdest ramte sydlige del af Somalia hvor Al-Shabaab-millitsen kontrollerer store områder.
Lederen af USAs agentur for international udvikling, Rajiv Shah har udtalt, at tørken kan forværre den sikkerhedsmæssige situation i regionen. "Det sker netop i en del af verden, som vores forsvarsminister Leon Panetta har sagt er en kritisk del af vores kamp mod terrorisme og vores samlede internationale sikkerhed. Det understreger den dybe sammenhæng mellem fødevaresikkerhed og national sikkerhed". Bevæbnede kvægnomader konkurrerer fx voldsomt om svindende ressourcer og alene i Kenya er mere end 100 hyrder blevet dræbt grundet dette.
Frygten for Al-Shabaab-oprørere, der kontrollerer det meste af det sydlige Somalia, fortsætter med at hindre nødhjælpsorganisationer at operere i regionen. FNs World Food Programme trak sig fx i 2010 efter trusler fra oprørsgruppen al-Shabaab, men overvejer nu alligevel en tilbagevenden til det sydlige Somalia, grundet den alvorlige situation. De vurderer, at der er 1 million mennesker i områder, som agenturet i øjeblikket ikke har adgang til. De udtaler bl.a.: "Vi har brug for væsentligt bedre adgang, end vi har i øjeblikket for at løse en nødsituation på denne skala." FN-agenturer er "i en dialog" med al-Shabaab om at sikre landingsbaner i områder under oprørsgruppens kontrol, for at levere nødhjælp. I begyndelsen af juli 2011 annoncerede Al-Shabaab, at de har fjernet alle forhindringer for internationale humanitære hjælpearbejdere, og at alle hjælpeorganisationer vil blive lukket ind. Den 22. juli udtalte gruppen dog at forbuddet mod bestemte internationale organisationer stadig var i kraft.